# Казімежув (Белхатовський повіт)
Казімежув (пол. Kazimierzów) — село в Польщі, у гміні Дружбиці Белхатовського повіту Лодзинського воєводства.
Населення — 179 осіб (2011).
У 1975-1998 роках село належало до Пйотрковського воєводства.

## Демографія
Демографічна структура станом на 31 березня 2011 року:
|          | Загалом | Допрацездатний вік | Працездатний вік | Постпрацездатний вік |
| -------- | ------- | ------------------ | ---------------- | -------------------- |
| Чоловіки | 87      | 20                 | 58               | 9                    |
| Жінки    | 92      | 13                 | 52               | 27                   |
| Разом    | 179     | 33                 | 110              | 36                   |